# 米蘭 (密蘇里州)
米蘭（英語：Milan）是位於美國密蘇里州沙利文縣的城市。同時該地也是沙利文縣的縣治。

## 人口
根據2020年美國人口普查的數據，米蘭的面積為4.62平方千米，當中陸地面積為4.59平方千米，而水域面積為0.02平方千米。當地共有人口1819人，而人口密度為每平方千米394人。